# Бембридж
Бембридж е село, разположено на най-източната точка на Остров Уайт, Англия. Населението наброява 3848 души от 2001. Бембридж е познато и като най-голямото село в Англия.
Вятърната мелница на Бембридж е единствената на острова. Разположена е в западната част на селото. Тя е национално богатство и датира от около 1700 година.
Британската авиостроителна компания Britten-Norman е разположена близо до Бембридж.
В Бембридж е роден авантюристът и естественик Беър Грилс.